# Emil Jannings
Emil Jannings (født 23. juli 1884, død 2. januar 1950 i Schweiz) var den første vinder af en Oscar for bedste skuespiller.
Født som Theodor Friedrich Emil Janenz. Jannings havde en lovende hollywood-karriere foran sig indtil tonefilmen kom frem. Hans tydelige tyske accent gjorde ham svær at forstå og han returnerede derfor til Europa hvor han spillede sammen med Marlene Dietrich i den klassiske The Blue Angel som blev filmet samtidig med den tyske version Der Blaue Engel. Han var med i flere pro-nazi film og afbrød dermed enhver chance for en genoptagelse af sin karriere i USA. Den tyske propagandaminister Joseph Goebbels udnævnte ham som Årets kunstner i 1941.
Emil Jannings vandt i 1927/1928 sin oscar for to film The Way of All Flesh og The Last Command.

## Filmografi
- 1919 Madame Dubarry
- 1925 Varieté
- 1926 Faust
- 1927 Al kødets gang (Oscar)
- 1928 Hans sidste kommando (Oscar)
- 1930 Den blå engel
- 1937 Dagen derpå
- 1939 Den store læge
- 1941 Ohm Krüger